# Charles Maturin
Charles Robert Maturin, född den 25 september 1782 i Dublin, död den 30 oktober 1824, var en irländsk författare och präst.
Maturin skrev skräckromanerna The fatal revenge (1804), The Wild Irish Boy (1808), Melmoth the Wanderer (1820), med flera. Till samma stil som Matthew Gregory Lewis Walter Scott och Byron hörde hans "sataniska" tragedi Bertram (1816) som sattes upp på Drury Lane Theatre, där den fick stor uppmärksamhet.
Maturin slog sig på att efter Lewis föredöme skriva skräckromaner, vilt bombastiska och osannolika, men här och var med glänsande vältalighet i lidelseutbrotten. Trots att han utsattes för kritikernas löje, togs han i försvar av Walter Scott och lord Byron, vilka var de som såg till att hans "sataniska" tragedi Bertram sattes upp på Drury Lane Theatre.